# Vertilizar
Vertilizar ist eine im Jahr 2017 gegründete Alternative-Metal-/Post-Grunge-Band aus Wels, Oberösterreich.

## Geschichte
Gegründet wurde die Gruppe im Dezember des Jahres 2017 von Leadgitarrist Florian Wacha und Bassist Simon Hinterberger. Schlagzeuger Thomas Buchinger und Sänger Oliver Zinhobl wurden durch Aufruf der beiden Musiker auf Facebook auf das Projekt aufmerksam. Nach dem Ausstieg Hinterbergers und dem Wechsel Wachas zum Bass besteht die Gruppe aus Sänger Zinhobl, Bassist Wacha, Schlagzeuger Buchinger und dem Gitarristen Lukas Eismayr. Der Bandname ist auf die damalige Arbeitsstelle von Florian Wacha und Simon Hinterberger zurückzuführen. Beide arbeiteten zum Zeitpunkt der Bandgründung bei einem Hersteller von Landmaschinen und eines der Produkte lieferte die Inspiration zum Namen der Gruppe.
Im September des Jahres 2018 veröffentlichte die Gruppe ihre nach der Band betitelte Debüt-EP, welche im Eigenverlag produziert und veröffentlicht wurde. Im Jahr 2019 nahmen die Musiker neues musikalisches Material im RockStudio in Graz auf und veröffentlichte im Oktober mit Disarmed einen Vorboten für die zweite Extended Play, die im Januar des Jahres 2020 unter dem Titel Never Walk Alone erschien und ebenfalls aus eigener Tasche finanziert wurde. Einen Monat später gewann die Gruppe den von den OÖ Nachrichten in Kooperation mit Life Radio und dem Linzer Posthof veranstalteten Musikwettbewerb Lautstark!. Es folgten Konzerte in Österreich, Tschechien und Deutschland, teilweise als Vorband für Gruppen wie Annisokay, Bury Me Alive und Bad Omens.
Sänger Oliver Zinhobl nahm im Jahr 2021 an der elften Staffel der Castingshow The Voice of Germany teil und erreichte dort die zweite Runde. Die Idee zu der Teilnahme kam Ende des Jahres 2020 und wurde durch den Lockdown im Rahmen der COVID-19-Pandemie beeinflusst.
Mit Lake of Fire, This Is The Life und What About Us coverte die Band Lieder der Band Meat Puppets, sowie der Sängerinnen Amy Macdonald und Pink. Am 9. Februar 2024 erschien mit Leave It All Behind das Debütalbum über dem Wiener Musiklabel Preiser Records und erreichte eine Chartnotierung in den heimischen Albumcharts, wo es auf Platz 26 einstieg und seine Höchstposition erreichen konnte.
Im Juni des Jahres 2024 spielt die Band erstmals auf dem Nova Rock.

## Musik
Musikalisch verorten die Musiker die Gruppe als Post-Grunge- bzw. als Alternative-Metal-Band. Als prägende Einflüsse gelten Bands wie Seether, Staind oder Breaking Benjamin. Auch gaben die Musiker in einem Interview mit Marcel Rapp von Powermetal.de preis, mit Elementen des Metalcore zu arbeiten. Zu den weiteren wichtigen Einflüssen wurden auch Limp Bizkit, Disturbed, Bad Omens und Motionless in White genannt.
Marcel Rapp beschreibt die Musik des Quartetts als eine Schnittmenge aus Staind, Seether und Shinedown mit einigen Alter-Bridge-Nuancen. Dominik Maier von Musikreviews.de erkennt zudem vereinzelte musikalische Ähnlichkeiten zu Korn und verglich die Musik der Gruppe mit den Emil Bulls. Textlich verarbeiten die Musiker unterschiedliche Themen und kritisieren zum Beispiel eine schleichende Manipulation, Egoismus, Machtgier und Unterdrückung. So wird im Lied W.A.T.B.Y – We Are The Broken Youth die Gesellschaftliche Spaltung in Österreich durch unterschiedliche Medien und politischer Propaganda thematisiert.
Der Gesang von Oliver Zinhobl variiert zwischen emotional angehauchtem Klargesang bis hin zu Screams. Dominik Maier beschreibt die Stimmfarbe von Oliver Zinhobl als angenehm.

## Diskografie

### Studioalben
| Jahr | Titel Musiklabel                    | Höchstplatzierung, Gesamtwochen, AuszeichnungChartsChartplatzierungen (Jahr, Titel, Musiklabel, Platzierungen, Wochen, Auszeichnungen, Anmerkungen) | Anmerkungen                           |
| Jahr | Titel Musiklabel                    | AT | Anmerkungen                           |
| ---- | ----------------------------------- | --- | ------------------------------------- |
| 2024 | Leave It All Behind Preiser Records | AT26 (1 Wo.)AT | Erstveröffentlichung: 9. Februar 2024 |

### EPs
| Jahr | Titel Musiklabel             | Höchstplatzierung, Gesamtwochen, AuszeichnungChartsChartplatzierungen (Jahr, Titel, Musiklabel, Platzierungen, Wochen, Auszeichnungen, Anmerkungen) | Anmerkungen                              |
| Jahr | Titel Musiklabel             | AT | Anmerkungen                              |
| ---- | ---------------------------- | --- | ---------------------------------------- |
| 2018 | Vertilizar Eigenverlag       | — | Erstveröffentlichung: 21. September 2018 |
| 2020 | Never Walk Alone Eigenverlag | — | Erstveröffentlichung: 31. Januar 2020    |

### Singles
- 2018: Bleed
- 2018: The End Is Near
- 2018: Time
- 2018: This Is the Life (Cover)
- 2018: The Truth
- 2019: With You
- 2019: What About Us? (Cover)
- 2019: Disarmed
- 2019: Victory
- 2020: Nobody’s Favorite
- 2021: My Story
- 2022: Lake of Fire (Cover)
- 2023: Enjoy Your Suffer
- 2023: Stand As One
- 2023: W.A.T.B.Y – We Are The Broken Youth